# Prima sinagogă română-americană

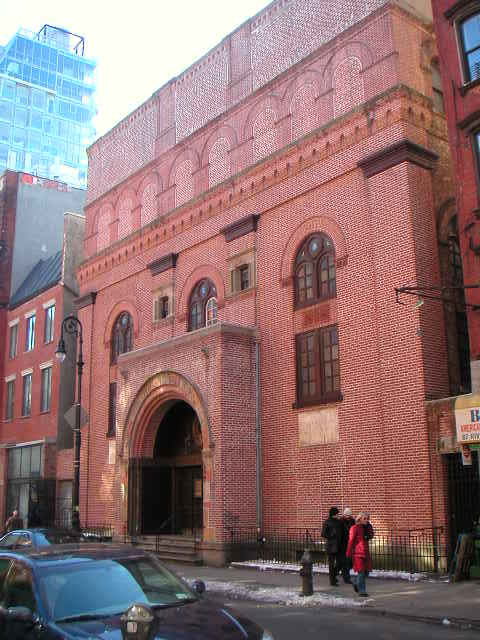
Prima sinagogă română-americană (New York)

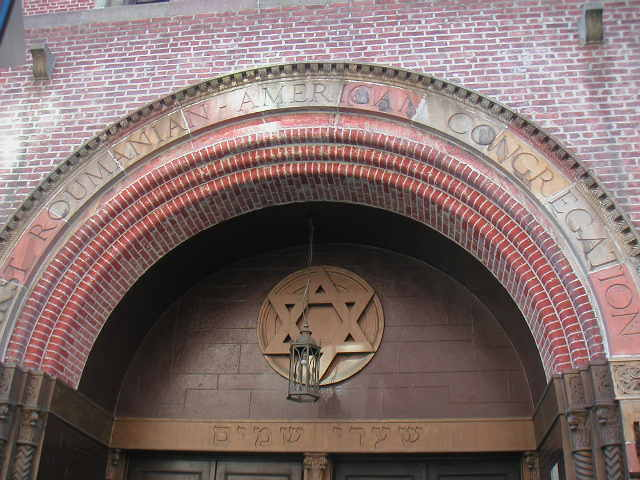
Intrarea în sinagogă (2005)

Prima sinagogă română-americană cunoscută și ca Sinagoga Shaarey Shomayim (ebraică: שַׁעֲרֵי שָׁמַיִם‎‎, „Porțile Raiului”) este o sinagogă de peste 100 de ani care se află la numărul 89–93 de pe Strada Rivington din Manhattan, New York.